# The Boroughs
The Boroughs — предстоящий американский научно-фантастический телесериал Джеффри Аддисса и Уилла Мэттьюза. Продюсеры Братья Даффер назвали сериал «„Очень странными делами“ в доме престарелых». Премьера телесериала состоится в 2026 году на стриминговой платформе Netflix.

## Сюжет
В живописном городке посреди пустыни Нью-Мексико пенсионеры сталкиваются с инопланетными чудовищами, которые охотятся за их временем.

## В ролях
- Билл Пуллман — Джек
- Джина Дэвис — Рене
- Кларк Питерс — Арт
- Альфред Молина — Сэм
- Элфри Вудард — Джуди
- Денис О’Хэр — Уолли
- Джена Мэлоун — Клэр
- Карлос Миранда[англ.] — Пас
- Сет Нумрик[англ.] — Блейн
- Элис Кремелберг[англ.] — Аннелиза
- Рафаэль Касаль — Нил
- Эд Бегли-младший — Эдвард
- Джейн Качмарек — Лилли
- Эрик Эдельштейн — Хэнк
- Ди Уоллес — Грейс
- Муса Хуссейн Крейиш — доктор Макгиннис

## Производство
В апреле 2023 года компания Netflix заказала производство восьми эпизодов телесериала The Boroughs. Его шоураннерами стали Джеффри Аддисс и Уилл Мэттьюз. Бен Тейлор станет режиссёром нескольких эпизодов, а также исполнительным продюсером, наряду с Аддиссом, Мэттьюзом, Хилари Левитт и братьями Даффер.
В сентябре 2024 года на главные роли были утверждены Билл Пуллман, Джина Дэвис, Кларк Питерс, Альфред Молина, Денис О’Хэр и Элфри Вудард. Позднее стало известно, что в сериале также снимутся Джена Мэлоун, Карлос Миранда, Сет Нумрик и Элис Кремелберг. В ноябре 2024 года к актёрскому составу проекта присоединились Рафаэль Касаль, Эд Бегли-младший, Джейн Качмарек, Эрик Эдельштейн, Ди Уоллес и Муса Хуссейн Крейиш.
Съёмки начались в сентябре 2024 года. Они прошли в Альбукерке и Санта-Фе (штат Нью-Мексико).